# Lamprosthenarus
Lamprosthenarus is een geslacht van wantsen uit de familie van de Miridae (Blindwantsen). Het geslacht werd voor het eerst wetenschappelijk beschreven door Bertil Robert Poppius in 1914.

## Soorten
Het genus bevat de volgende soort:

- Lamprosthenarus sjoestedti Poppius, 1914